# Naissance en 1983
Naissance
- 1979
- 1980
- 1981
- 1982
- 1983
- 1984
- 1985
- 1986
- 1987

Les naissances en 1983 concernent les personnalités nées entre le 1er janvier et le 31 décembre 1983.

## Janvier
- 1er janvier : 
  - Corinne Coman, Miss France 2003.
  - Dana DeLorenzo, actrice et animatrice de radio américaine.
  - Daniel Jarque, footballeur espagnol († 8 août 2009).
- 2 janvier : 
  - Makamssa Yago, artiste burkinabé.
  - Christian Malanga, homme politique congolais († 19 mai 2024).
- 8 janvier : 
  - Chris Masters, ancien catcheur de la WWE.
  - Kim Jong-un, homme d'État nord-coréen, dirigeant suprême de la Corée du Nord.
- 9 janvier : 
  - Kerry Condon, actrice irlandaise.
  - Per Verner Rønning, footballeur norvégien.
- 13 janvier :
  - Ronny Turiaf, basketteur français.
  - Giovanni Visconti, cycliste italien.
- 14 janvier : Vincent Jackson, joueur américain de football américain († 15 février 2021).
- 15 janvier : André Ventura, homme politique portugais.
- 16 janvier : Nathalie Bul'an'sung Sanata, femme politique congolaise.
- 17 janvier : 
  - Julie Budet, plus connue sous le nom de Yelle, chanteuse française.
  - Álvaro Arbeloa, footballeur espagnol.
- 18 janvier :
  - Laurana Mae, autrice-compositrice-interprète américaine.
  - Samantha Mumba, chanteuse, actrice et occasionnellement mannequin irlandaise.
- 19 janvier : Hikaru Utada, chanteuse japonaise.
- 20 janvier : 
  - Germaine Mason, athlète jamaïcain naturalisé britannique, spécialiste du saut en hauteur († 20 avril 2017).
  - Mari Yaguchi, chanteuse, actrice, modèle, animatrice d'émissions de radio et télévision et ex-idole japonaise.
- 21 janvier : 
  - Svetlana Khodtchenkova, actrice russe.
  - Maryse Ouellet, catcheuse et mannequin canadienne.
  - Mohamed Zaouche, footballeur algérien.
- 23 janvier : Sarah Tait, rameuse australienne († 3 mars 2016).
- 26 janvier : Dimitri Szarzewski, rugbyman français.
- 31 janvier : 
  - Sébastien Castella (Sébastien Turzac), matador français.
  - Keen'V, chanteur français.

## Février
- 1er février : Marilou Berry, actrice française.
- 2 février : Arsen Pavlov, commandant indépendantiste pro-russe pendant la guerre du Donbass († 16 octobre 2016).
- 4 février : Hannibal Buress, acteur et humoriste américain.
- 5 février : Flo Ankah, actrice, chanteuse, chorégraphe et réalisatrice française.
- 8 février : Frances Adair Mckenzie, artiste multimédia et féministe canadienne.
- 9 février : Veronika Vadovičová, tireuse sportive slovaque.
- 10 février : Daiane dos Santos, gymnaste artistique brésilienne.
- 11 février : Rafael van der Vaart, footballeur néerlandais.
- 13 février : Reem Kherici actrice, réalisatrice et scénariste française d'origine italo-tunisienne.
- 14 février :
  - Bacary Sagna, footballeur français.
  - Sung Hoon, acteur sud-coréen.
- 21 février : 
  - Mélanie Laurent, actrice et chanteuse française.
  - Michelle Suarez Bértora, femme politique, militante LGBT et avocate uruguayenne († 22 avril 2022).
- 22 février : JR, artiste contemporain français.
- 23 février : Emily Blunt, actrice britannique.
- 24 février : Isabelle Ithurburu, journaliste sportive et animatrice de télévision française.
- 26 février : Kara Monaco, modèle et actrice américaine, Playmate of the Year 2006.
- 28 février : Bart Oegema, coureur cycliste néerlandais († 11 janvier 2011).

## Mars
- 1er mars : Émile Parfait Simb, informaticien, entrepreneur et crypto investisseur camerounais.
- 2 mars : Lisandro López, footballeur argentin.
- 3 mars :
  - Marie-Pier Boudreau-Gagnon, nageuse synchronisée québécoise.
  - Marylise Lévesque, judokate canadienne.
  - Sarah Poewe, nageuse allemande.
  - Katie White, chanteuse, guitariste et bassiste britannique du groupe de pop rock alternatif The Ting Tings.
  - Huang Xiaoxiao, athlète chinoise, spécialiste du 400 mètres haies.
- 5 mars : Jean-Jacques et Dominique Beovardi, judokas et jujitsuka français.
- 6 mars : Sophie Veldhuizen, actrice et chanteuse néerlandaise.
- 10 mars : Ryu Hyun-kyung, actrice sud-coréenne.
- 14 mars : Taylor Hanson, chanteur américain.
- 15 mars : Florencia Bertotti, chanteuse et actrice argentine.
- 17 mars : Martin Shkreli, ancien gestionnaire de fonds d'investissement américain sur la santé, connue pour la monté du prix du Daraprim.
- 19 mars : Matt Sydal, catcheur de la WWE.
- 22 mars : Audrey Stevenson, jeune chrétienne française († 22 octobre 1991).
- 23 mars : Mohamed Farah, athlète britannique et somalien spécialiste des courses de fond.
- 25 mars : Isabel Soares, chanteuse portugaise.
- 29 mars : 
  - Ed Skrein, rappeur et acteur britannique.
  - Sofian El Adel, joueur international néerlandais de futsal.
- 31 mars :
  - Vlásios Máras, gymnaste grec.
  - Fatim Cissé, entrepreneure ivoirienne.

## Avril
- 1er avril : Matt Lanter, acteur américain.
- 4 avril : Eric André, acteur et humoriste américain, présentateur du Eric Andre Show.
- 7 avril :
  - Franck Ribéry, footballeur français.
  - Eder Silva, joueur de football brésilien.
- 9 avril : Omar Daoud, footballeur libyen († 9 mai 2018).
- 10 avril : Jamie Chung, actrice américaine.
- 13 avril : Schalk Burger, rugbyman sud-africain.
- 16 avril : Bérengère Krief, humoriste française.
- 20 avril : Miranda Kerr, mannequin australienne.
- 21 avril : Willemijn Aerdts, femme politique et scientifique néerlandaise.
- 22 avril : Laetitia Blot, judoka et lutteuse française.
- 23 avril : 
  - Emmeline Ndongue, basketteuse française.
  - Taio Cruz, chanteur anglais.
- 27 avril : Corey Harrison, homme d'affaires américain.
- 29 avril : Nora Hamzawi, humoriste, comédienne et chroniqueuse française.

## Mai
- 1er mai :
  - Alain Bernard, nageur français.
  - Dana Wasdin, assistante réalisatrice américaine.
- 3 mai :
  - Myriam Fares, chanteuse libanaise.
  - Márton Fülöp, footballeur hongrois († 12 novembre 2015).
- 5 mai : 
  - Henry Cavill, acteur britannique.
  - Serafín Marín, matador espagnol.
- 6 mai : Dani Alves, footballeur brésilien.
- 9 mai : Gilles Müller, joueur de tennis luxembourgeois.
- 11 mai : Tjeerd Korf, footballeur néerlandais.
- 12 mai : Alina Kabaeva, personnalité politique russe.
- 13 mai : 
  - Matt Greene, joueur de hockey de glace canadien.
  - Grégory Lemarchal, chanteur français († 30 avril 2007).
  - Yaya Touré, footballeur ivoirien.
  - Matt Willis, chanteur britannique.
- 14 mai : 
  - Amber Tamblyn, actrice, poétesse et réalisatrice américaine.
  - Jean-Baptiste Guégan, chanteur français.
- 22 mai : Lina Ben Mhenni, cyberdissidente, blogueuse et journaliste tunisienne († 27 janvier 2020).
- 23 mai : Martial Papy Mukeba, journaliste congolais.
- 25 mai : 
  - Franck Béria, footballeur français.
  - Ibrahim Diarra, joueur français de rugby à XV († 18 décembre 2019).
- 28 mai : Benjamin Faucon, romancier canadien.

## Juin
- 1er juin : Jake Silbermann, acteur américain.
- 3 juin : Shinsadong Tiger, musicien sud-coréen († 23 février 2024).
- Greg Guillotin, vidéaste, scénariste, acteur et humoriste français
- 4 juin : Guillermo García-López, joueur de tennis espagnol.
- 5 juin : Amina Okouïeva, médecin militaire ukrainienne († 30 octobre 2017).
- 8 juin : Kim Clijsters, joueuse de tennis belge.
- 10 juin : Marion Barber, joueur de football américain († 1er juin 2022).
- 12 juin : Bryan Habana, rugbyman sud-africain.
- 14 juin : François Theurel, vidéaste et critique de cinéma français.
- 15 juin :
  - Fernanda Fuentes, cheffe chilienne.
  - Aurélie Vaneck, actrice française.
- 17 juin : 
  - Kazunari Ninomiya, chanteur d'Arashi.
  - Lee Ryan, chanteur issu du groupe britannique Blue.
  - Jaimie Branch, trompettiste et compositrice américaine de jazz († 22 août 2022).
- 18 juin:
  - Joana Mamombe, femme politique zimbabwéenne.
- 19 juin : 
  - Aidan Turner, acteur irlandais.
  - Mark Selby, joueur de snooker anglais.
- 21 juin : Edward Snowden, informaticien et lanceur d'alerte américain.
- 28 juin : Edina Müller, joueuse de basket-ball en fauteuil roulant puis paracanoéiste allemande.
- 30 juin : Cheryl, chanteuse britannique.

## Juillet
- 1er juillet :
  - Marit Larsen, chanteuse norvégienne.
  - Leeteuk, chanteur sud-coréen.
- 3 juillet : Dorota Masłowska, écrivain romancière, dramaturge et journaliste polonaise.
- 4 juillet : Miguel Ángel Muñoz, chanteur et acteur espagnol.
- 10 juillet : Kim Hee-chul, chanteur sud-coréen.
- 14 juillet : Igor Andreev, joueur de tennis russe.
- 16 juillet : 
  - Katrina Kaif, actrice britannique travaillant à Bollywood.
  - Eleanor Matsuura, actrice britannique.
- 17 juillet : 
  - Sarah Jones, actrice américaine.
  - Joker Xue, auteur-compositeur-interprète chinois.
- 22 juillet : 
  - Martina Fritschy, coureuse d'orientation suisse.
  - Arsenie Todiraș, chanteur moldave, ancien membre d'O-Zone.
- 26 juillet : 
  - Khadija Chbani, escrimeuse marocaine.
  - Kelly Clark, snowboardeuse américaine.
  - Desiree Linden, athlète américaine.
  - Aymen Hammed, handballeur tunisien.
  - Naomi van As, joueuse de hockey sur gazon néerlandaise.
  - Ken Wallace, kayakiste australien.
- 28 juillet : Vladimir Stojković, footballeur serbe.

## Août
- 2 août :
  - Michel Bastos, footballeur brésilien.
  - Amílcar Henríquez, footballeur panaméen († 15 avril 2017).
- 3 août : Christophe Willem, chanteur français.
- 4 août : 
  - Nathaniel Buzolic, acteur et animateur de télévision australien.
  - Daniel Theorin, footballeur suédois.
- 6 août : Robin van Persie, footballeur néerlandais.
- 8 août :
  - Alexandra Coletti, skieuse alpine monégasque.
  - Chris Dednam, joueur de badminton sud-africain.
  - Ivana Đerisilo, joueuse de volley-ball serbe.
  - Hitomi Kanehara (金原, ひとみ), romancière japonaise.
  - Vittorio Parrinello, boxeur italien.
  - Vivian Yusuf, judokate nigériane.
- 9 août :
  - Ievguenia Lamonova, escrimeuse russe.
  - Adrien Michaud, athlète français.
  - Nusret Gökçe, dit Salt Bae, chef cuisinier turc et célébrité d'Internet.
- 11 août :
  - Chris Hemsworth, acteur australien.
  - Pacha 183 (Pavel Pukhov), street artist russe († 1er avril 2013).
- 14 août :
  - Anna Katrulina, scientifique ukrainienne.
  - Mila Kunis, actrice américano-ukrainienne.
- 15 août :
  - Laura Kampf, vidéaste web allemande.
  - Ava Santana, actrice américaine.
- 18 août : Mika, chanteur, compositeur et musicien britannique.
- 21 août : Vincent Mouillard, basketteur français.
- 23 août : Sun Mingming, basketeur chinois, l'homme le plus grand ayant existé de son sport.
- 25 août : Diana Aguavil, femme politique équatorienne.
- 27 août : Matthieu de Boisset, patineur de vitesse sur piste courte français.
- 30 août :
  - Gustavo Eberto, footballeur argentin († 3 septembre 2007).
  - Jun Matsumoto, acteur et chanteur japonais du groupe Arashi.
  - Brahim Serradj, footballeur algérien.
- 31 août : Roddy Darragon, fondeur français.

## Septembre
- 1er septembre :
  - Iñaki Lejarreta, coureur cycliste espagnol spécialiste de VTT cross-country († 16 décembre 2012).
  - Tiana Lynn, actrice de charme américaine.
- 6 septembre : Braun Strowman, homme fort et lutteur professionnel américain.
- 13 septembre : Jimmy Bourne, chanteur britannique.
- 14 septembre : Amy Winehouse, chanteuse britannique († 23 juillet 2011).
- 16 septembre : Kirsty Coventry, nageuse zimbabwéenne.
- 20 septembre :
  - Katie Muth, femme politique américaine.
  - An Jun Can, acteur et chanteur taïwanais († 1er juin 2015).
  - Edy Ganem, actrice américano-libano-mexicaine.
- 23 septembre : Miguel Alfredo González, joueur de baseball cubain († 24 novembre 2017).
- 24 septembre : Marcelle Soares-Santos, physicienne brésilienne.
- 25 septembre : Dorothée Gilbert, danseuse étoile de l'Opéra de Paris.
- 27 septembre : Richard Henyekane, footballeur sud-africain († 7 avril 2015).
- 28 septembre :
  - Michael Kraus, handballeur allemand.
  - Isabelle Pieman, patineuse artistique belge.
  - Anthony Ravard, cycliste sur route français.
  - Vincent Simon, footballeur franco-tahitien.

## Octobre
- 4 octobre : 
  - Abdellah Idlaasri, joueur international néerlandais de futsal.
  - Ueda Tatsuya, chanteur japonais.
  - Sophia Burn, bassiste du groupe anglais The Veils.
- 5 octobre : 
  - Jesse Eisenberg, acteur, dramaturge et romancier américain.
  - Nicky Hilton, jet setteuse américaine.
- 7 octobre : Jean-Marc Mazzonetto, joueur de rugby à XV français († 9 janvier 2018).
- 10 octobre : Mariama Bangoura, judoka guinéenne.
- 11 octobre : 
  - Ruslan Ponomariov, joueur d'échecs ukrainien.
  - Bradley James, acteur britannique.
- 16 octobre : 
  - Philipp Kohlschreiber, joueur de tennis allemand.
  - Kenny Omega, catcheur professionnel canadien.
  - Loreen, chanteuse et compositrice suédoise.
- 18 octobre : Émilie Gomis, basketteuse française.
- 21 octobre :
  - Hrvoje Ćustić, footballeur yougoslave puis croate († 3 avril 2008).
  - Zack Greinke, lanceur de baseball américain.
  - Amber Rose, mannequin américaine.
  - Marie Marguerite Vargas Santaella, épouse du prince Louis de Bourbon.
  - Andy Marte, joueur de baseball dominicain († 22 janvier 2017).
- 23 octobre : Vanessa Arraven, écrivaine française († 10 mai 2022).
- 24 octobre : Katie McGrath, actrice et mannequin irlandaise.
- 25 octobre :
  - Hotaru Akane, actrice de films pornographiques et mannequin de charme japonaise († 15 août 2016).
  - Nawell Madani, humoriste et animatrice belge.
- 27 octobre :  Jessy Matador, chanteur français.
- 29 octobre : Jérémy Mathieu, footballeur français.

## Novembre
- 2 novembre : Alain Schmitt, judoka français.
- 3 novembre : 
  - Sonia Lacen, chanteuse française.
  - Efrat Gosh, chanteuse israélienne.
- 5 novembre : Ahn Young-mi, actrice et comique sud-coréenne.
- 6 novembre : 
  - Bae Hyun-jin, journaliste et femme politique sud-coréenne.
  - Nicole Hosp, skieuse alpine autrichienne
- 8 novembre : Blanka Vlašić, athlète croate.
- 9 novembre : 
  - Assimi Goïta, militaire et homme d'État malien.
  - Jennifer Ayache, chanteuse française.
  - Rebecca Ramanich, judokate française.
- 10 novembre: Moustapha Niang, joueur de basket-ball sénégalais († 12 mars 2017).
- 11 novembre :
  - Arouna Koné, footballeur ivoirien.
  - Philipp Lahm, footballeur international allemand.
- 12 novembre : Michal, chanteur polonais.
- 15 novembre :
  - Laura Smet, actrice française.
  - Fernando Verdasco, joueur de tennis espagnol.
- 18 novembre :
  - Tommy Lioutas, acteur canadien.
  - Quentin Moses, joueur américain de football américain († 12 février 2017).
- 19 novembre : Adam Driver, acteur américain.
- 20 novembre : Future, rappeur américain.
- 21 novembre : 
  - Ronald Lamola, homme politique sud-africain.
  - Brie Bella et Nikki Bella, catcheuses jumelles américaines.
- 22 novembre : Peter Niemeyer, footballeur allemand.
- 23 novembre : 
  - Manuelle Daumas dite Emma Daumas, chanteuse française.
  - Alain Koffi, basketteur français.
  - Flavour N'abania, chanteur nigérien.
- 24 novembre : Marc Berthod, skieur alpin suisse.
- 25 novembre : 
  - Hovhannes Davtyan, judoka arménien.
  - Jihane Samlal,  kayakiste marocaine.
- 26 novembre : Anthony Joubert, comédien, humoriste et chanteur français.
- 27 novembre : Miguel Ángel Perera, matador espagnol.

## Décembre

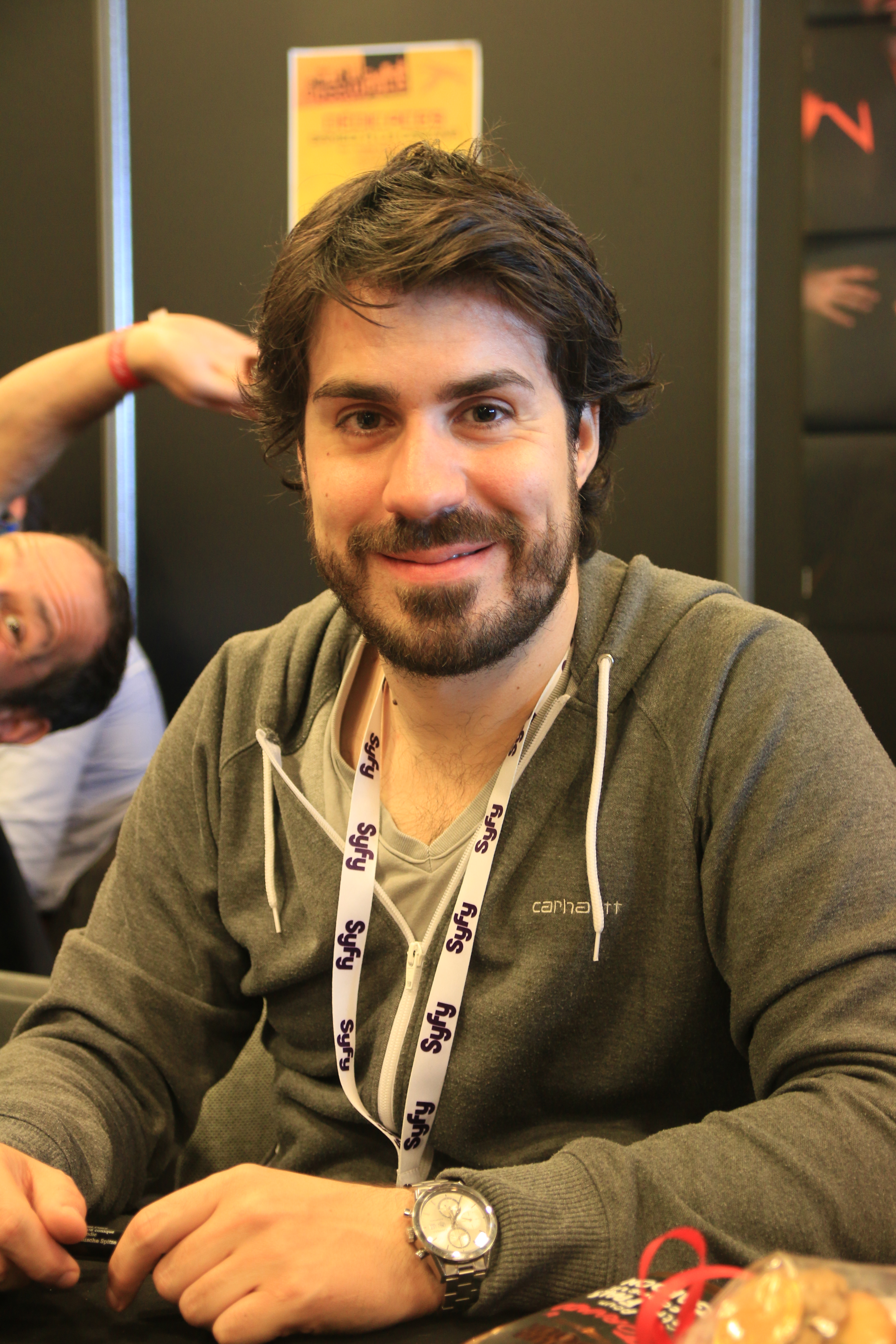
Simon Astier en 2014.

- Jour indéterminé : Sylvia Shitsama Nyamweya, neurochirurgienne kényane.
- 1er décembre : Hil Hernández, mannequin chilien.
- 2 décembre : Daniela Ruah, actrice américano-portugaise.
- 3 décembre : Chinx, rappeur américain († 17 mai 2015).
- 5 décembre : Samantha Lewthwaite, Terroriste islamiste britannique.
- 9 décembre : Abdelâli Messaï, footballeur algérien.
- 12 décembre : Caroline Dusseault, chorégraphe québécoise.
- 8 décembre :
  - Neel Jani, pilote automobile suisse.
  - Valéry Mezague, footballeur franco-camerounais († 15 novembre 2014).
- 15 décembre : Flora Manciet, nageuse française en sauvetage sportif.
- 17 décembre : 
  - Mako Oda, actrice pornographique japonaise.
  - Sébastien Ogier, pilote de rallye automobile français.
- 20 décembre : Lucy Pinder, mannequin britannique.
- 21 décembre : Steven Yeun, acteur américain.
- 22 décembre : Nathalie Péchalat, patineuse artistique française.
- 22 décembre : Luke Gallows, catcheur (lutteur professionnel) américain.
- 25 décembre : Armin Navabi, auteur irano-canadien.
- 31 décembre : 
  - Simon Astier, acteur français.
  - Sayaka Ichii, actrice et ex-idole japonaise.

## Date précise inconnue
- Mariana Aparicio Torres, actrice néerlandaise.
- Susan Chomba, environnementaliste kenyane.
- Hassanati Halifa, footballeuse comorienne.
- He Ting Ru, femme politique singapourienne.
- June Huh, mathématicien américano-sud-coréen.
- Candace Nkoth Bisseck, femme d'affaires et entrepreneure camerounaise.
- Nicotye Samayualie, artiste inuite canadienne.